# Hermann Gundert
Hermann Gundert (Stuttgart, 4 février 1814 – 25 avril 1893 à Calw, Royaume de Wurtemberg) est un missionnaire wurtembergeois et un érudit, qui compile un livre de grammaire malayalam, Malayalabhaasha Vyakaranam (1868), le premier dictionnaire malayalam-anglais (1872), et traduit la bible en malayalam. Il travaille principalement sur la côte de Malabar, au Kérala. Il est le grand-père du romancier allemand, naturalisé suisse Hermann Hesse, prix Nobel de littérature en 1946.

## Biographie

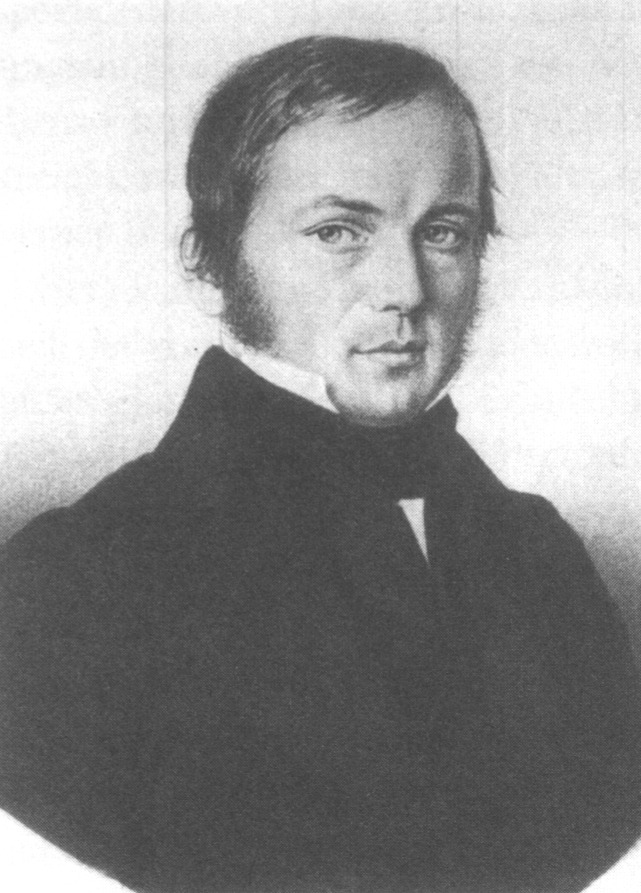
Hermann Gundert (1832).

Après avoir fait sa scolarité au Collège de Stuttgart et au séminaire de Maulbronn, Hermann Gundert poursuit ses études de philosophie et de théologie protestante à l'université de Tübingen où il obtient son doctorat. Il se rend en Inde en 1836 via l'Angleterre en tant que précepteur. Après son mariage avec Julie Dubois, originaire de Suisse romande, il se rallie à la Mission protestante de Bâle en 1838 et se rend sur la côte ouest de l'Inde du Sud. Au Kérala, il se prend d'un profond intérêt pour la culture locale et pour le malayalam, et tente une grammaire systématique de la langue. Gundert considéra que le malayalam a dérivé du proto-tamoul-malayalam, ou proto-dravidien. À part les premières inscriptions trouvées sur du cuivre et de la pierre, Gundert remonta le malayalam jusqu'au Rāma Charitam, un poème antérieur à l'alphabet sanskrit. En dehors de sa mission d'évangélisation, il se consacre à l'étude et au travail de documentation sur le malayalam. En 1857 il est nommé inspecteur des écoles de Kanara et Malabar par l'administration coloniale britannique. Hermann Gundert est contraint de rentrer en Allemagne en 1859 pour des raisons de santé. À partir de ce moment, il travaille pour les éditions de la ville de Calw, qu'il dirige de 1862 jusqu'à sa mort le 25 avril 1893.
Il est tenu en haute estime jusqu'à ce jour parmi les experts linguistiques du Kérala pour sa grande aptitude scolastique montrée dans ses travaux. Il a publié deux journaux malayalam, desquels Rajya Samacharam est considéré pour avoir été le premier journal du Kérala.
Bien que Gundert soit venu au Kérala en tant que missionnaire, il est connu aujourd'hui pour ses contributions littéraires. À Thalassery (Tellicherry), les habitants l'ont honoré par une statue dans la ville.
Un bungalow à Thalassery où il avait l'habitude de rester quand il était là-bas, où se situe maintenant la Fondation Nettur pour la formation technique (en) (NTTF).